# Records d'Ukraine d'athlétisme

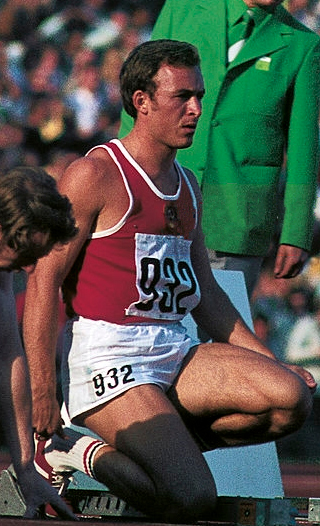
Valeriy Borzov en 1972.

Les records d'Ukraine d'athlétisme sont les meilleures performances réalisées par des athlètes ukrainiens et homologuées par la Fédération ukrainienne d'athlétisme.

## Plein air

### Hommes
| Épreuve              | Record | Athlète                                                                                | Date              | Compétition                             | Lieu                    | Réf.   |
| -------------------- | --- | -------------------------------------------------------------------------------------- | ----------------- | --------------------------------------- | ----------------------- | ------ |
| 100 m                | 10 s 07 (0,0 m/s) | Valeriy Borzov                                                                         | 31 août 1972      | Jeux olympiques                         | Munich                  |        |
| 200 m                | 20 s 00 (0,0 m/s) | Valeriy Borzov                                                                         | 4 septembre 1972  | Jeux olympiques                         | Munich                  |        |
| 400 m                | 45 s 01 | Vitaliy Butrym                                                                         | 25 juillet 2015   | Mémorial Gusman Kosanov                 | Almaty                  | [ 1 ]  |
| 800 m                | 1 min 45 s 08 | Leonid Masunov                                                                         | 22 juin 1984      |                                         | Kiev                    |        |
| 1 500 m              | 3 min 30 s 33 | Ivan Heshko                                                                            | 3 septembre 2004  | Mémorial Van Damme                      | Bruxelles               |        |
| Mile                 | 3 min 50 s 04 | Ivan Heshko                                                                            | 30 juillet 2004   |                                         | Londres                 |        |
| 3 000 m              | 7 min 35 s 06 | Serhiy Lebid                                                                           | 19 juillet 2002   | Herculis                                | Monaco                  |        |
| 5 000 m              | 13 min 10 s 78 | Serhiy Lebid                                                                           | 6 septembre 2002  | ISTAF                                   | Berlin                  |        |
| 10 000 m             | 27 min 59 s 8 | Pavlo Andryeyev                                                                        | 10 juillet 1973   | Championnats d'URSS                     | Moscou                  | [ 2 ]  |
| Semi-marathon        | 1 h 1 min 49 s | Serhiy Lebid                                                                           | 22 septembre 2003 | Great North Run                         | Newcastle-South Shields |        |
| Semi-marathon        | 1 h 1 min 51 s | Serhiy Lebid                                                                           | 5 avril 2003      | Stramilano                              | Milan                   | [ 4 ]  |
| Marathon             | 2 h 07 min 15 s | Dmytro Baranovskyy                                                                     | 3 décembre 2006   | Marathon de Fukuoka                     | Fukuoka                 |        |
| 100 kilomètres       | 6 h 25 min 25 s | Sergiy Yanenko                                                                         | 13 septembre 1997 | Championnats du monde du 100 kilomètres | Winschoten              | [ 5 ]  |
| 110 m haies          | 13 s 22 (+1,7 m/s) | Serhiy Demydyuk                                                                        | 31 août 2007      | Championnats du monde                   | Osaka                   | [ 6 ]  |
| 400 m haies          | 48 s 06 | Oleh Tverdokhlib                                                                       | 10 août 1994      | Championnats d'Europe                   | Helsinki                |        |
| 3 000 m steeple      | 8 min 21 s 75 | Andriy Popelyayev                                                                      | 19 juillet 1984   |                                         | Moscou                  |        |
| Saut en hauteur      | 2,42 m (AR) | Bohdan Bondarenko                                                                      | 14 juin 2014      | Adidas Grand Prix                       | New York                | [ 7 ]  |
| Saut à la perche     | 6,14 m A | Sergueï Bubka                                                                          | 31 juillet 1994   |                                         | Sestrières              |        |
| Saut en longueur     | 8,35 m (+1,0 m/s) | Serhiy Layevskyy                                                                       | 16 juillet 1988   |                                         | Dnipropetrovsk          |        |
| Saut en longueur     | 8,35 m (+0,7 m/s) | Roman Shchurenko                                                                       | 25 juillet 2000   |                                         | Kiev                    |        |
| Triple saut          | 17,90 m (+1,0 m/s) | Volodymyr Inozemtsev                                                                   | 20 juin 1990      |                                         | Bratislava              |        |
| Lancer du poids      | 21,81 m | Yuriy Bilonoh                                                                          | 3 juillet 2003    | Championnats d'Ukraine                  | Kiev                    | [ 8 ]  |
| Lancer du disque     | 68,88 m | Volodymyr Zinchenko                                                                    | 16 juillet 1988   |                                         | Dnipropetrovsk          |        |
| Lancer du marteau    | 86,74 m (WR) | Youri Sedykh                                                                           | 30 août 1986      | Championnats d'Europe                   | Stuttgart               |        |
| Lancer du javelot    | 86,12 m | Oleksandr Pyatnytsya                                                                   | 20 mai 2012       | Ukrainian Universiade                   | Kiev                    |        |
| Décathlon            | 8 709 pts | Oleksandr Apaychev                                                                     | 2–3 juin 1984     |                                         | Neubrandenburg          |        |
| Décathlon            | 10 s 96 (100 m), 7,57 m (longueur), 16,00 m (poids), 1,97 m (hauteur), 48 s 72 (400 m) / 13 s 93 (110 m haies), 48,00 m (disque), 4,90 m (perche), 72,24 m (javelot), 4 min 26 s 51 (1 500 m) |                                                                                        |                   |                                         |                         |        |
| 20 km marche (route) | 1 h 18 min 37 s | Ruslan Dmytrenko                                                                       | 4 mai 2014        | Coupe du monde de marche                | Taicang                 | [ 9 ]  |
| 50 km marche (route) | 3 h 40 min 39 s | Ihor Hlavan                                                                            | 14 août 2013      | Championnats du monde                   | Moscou                  | [ 10 ] |
| 4 × 100 m            | 38 s 51 | Équipe nationale Erik Kostrytsya Andriy Vasylyev Kyrylo Prykhodko Serhiy Smelyk        | 12 juin 2021      | International Sprint & Relay Cup        | Erzurum                 | [ 11 ] |
| 4 × 200 m            | 1 min 21 s 32 | Équipe nationale Dmitriy Vanyaikin Oleh Tverdokhlib Ihor Streltsov Vladyslav Dolohodin | 5 juin 1993       |                                         | Portsmouth              | [ 12 ] |
| 4 × 400 m            | 3 min 2 s 35 | Équipe nationale Oleksandr Kaydash Andriy Tverdostup Volodymyr Rybalka Yevhen Zyukov   | 11 août 2001      | Championnats du monde                   | Edmonton                | [ 13 ] |

### Femmes
| Épreuve              | Record | Athlète                                                                                 | Date              | Compétition                      | Lieu            | Réf.   |
| -------------------- | --- | --------------------------------------------------------------------------------------- | ----------------- | -------------------------------- | --------------- | ------ |
| 100 m                | 10 s 82 (-0,3 m/s) | Zhanna Pintusevich-Block                                                                | 6 août 2001       | Championnats du monde            | Edmonton        | [ 14 ] |
| 200 m                | 22 s 17 A (-2,3 m/s) | Zhanna Pintusevich-Block                                                                | 9 juillet 1997    |                                  | Monachil        |        |
| 400 m                | 48 s 27 | Olha Bryzhina                                                                           | 6 octobre 1985    | Coupe du monde des nations       | Canberra        |        |
| 800 m                | 1 min 53 s 43 | Nadiya Olizarenko                                                                       | 27 juillet 1980   | Jeux olympiques                  | Moscou          |        |
| 1 500 m              | 3 min 56 s 63 | Nadezhda Ralldugina                                                                     | 18 août 1984      |                                  | Prague          |        |
| 3 000 m              | 8 min 26 s 53 | Tetyana Samoylenko                                                                      | 25 septembre 1988 | Jeux olympiques                  | Séoul           |        |
| 5 000 m              | 14 min 59 s 26 | Nataliya Berkut                                                                         | 12 juin 2004      | Mémorial Kuts                    | Moscou          | [ 15 ] |
| 10 000 m             | 31 min 08 s 89 | Nataliya Berkut                                                                         | 25 juin 2004      | Championnats de Russie           | Toula           | [ 15 ] |
| Semi-marathon        | 1 h 8 min 59 s | Lyudmyla Kovalenko                                                                      | 15 septembre 2013 | Rock 'n' Roll Philadelphia       | Philadelphie    | [ 16 ] |
| Marathon             | 2 h 23 min 32 s | Olena Shurhno                                                                           | 30 septembre 2012 | Marathon de Berlin               | Berlin          | [ 18 ] |
| 100 kilomètres       | 7 h 56 min 33 s | Maria Ostrovskaïa                                                                       | 8 octobre 1994    | Supermaraton Kalisia             | Stawiszyn       | [ 19 ] |
| 100 m haies          | 12 s 39 (+1,8 m/s) | Nataliya Hryhoryeva                                                                     | 11 juillet 1991   | Championnats d'URSS              | Kiev            |        |
| 400 m haies          | 52 s 96 | Anna Ryzhykova                                                                          | 4 juillet 2021    | Bauhaus-Galan                    | Stockholm       | [ 20 ] |
| 3 000 m steeple      | 9 min 24 s 54 | Nataliya Strebkova                                                                      | 30 juin 2022      | Bauhaus-Galan                    | Stockholm       | [ 21 ] |
| Saut en hauteur      | 2,10 m (WR) | Yaroslava Mahuchikh                                                                     | 7 juillet 2024    | Meeting de Paris                 | Paris           | [ 22 ] |
| Saut à la perche     | 4,70 m | Maryna Kylypko                                                                          | 18 juin 2021      | Championnats d'Ukraine           | Loutsk          | [ 23 ] |
| Saut en longueur     | 7,24 m (+1,0 m/s) | Larysa Berezhna                                                                         | 25 mai 1991       |                                  | Grenade         |        |
| Triple saut          | 15,50 m (+0,9 m/s) (WR) | Inessa Kravets                                                                          | 10 août 1995      | Championnats du monde            | Göteborg        |        |
| Lancer du poids      | 21,69 m | Vita Pavlysh                                                                            | 20 août 1998      | Championnats d'Europe            | Budapest        |        |
| Lancer du disque     | 70,80 m | Larisa Mikhalchenko                                                                     | 18 juin 1988      |                                  | Kharkiv         |        |
| Lancer du marteau    | 74,52 m | Iryna Sekachova                                                                         | 2 juillet 2008    | Championnats d'Ukraine           | Kiev            |        |
| Lancer du javelot    | 67,29 m | Hanna Hatsko-Fedusova                                                                   | 26 juillet 2014   | Championnats d'Ukraine           | Kirovohrad      |        |
| Heptathlon           | 6 832 pts | Lyudmila Blonska                                                                        | 25–26 août 2007   | Championnats du monde            | Osaka           | [ 24 ] |
| Heptathlon           | 13 s 25 (+0,1 m/s) (100 m haies), 1,92 m (hauteur), 14,44 m (poids), 24 s 09 (+0,3 m/s) (200 m) / 6,88 m (+1,0 m/s) (longueur), 47,77 (javelot), 2 min 16 s 68 (800 m) |                                                                                         |                   |                                  |                 |        |
| 20 km marche (route) | 1 h 27 min 9 s | Lyudmyla Olyanovska                                                                     | 17 mai 2015       | Coupe d'Europe de marche         | Murcie          | [ 25 ] |
| 35 km marche (route) | 2 h 48 min 4 s | Hanna Shevchuk                                                                          | 19 octobre 2024   | Championnats d'Ukraine de marche | Ivano-Frankivsk | [ 26 ] |
| 50 km marche (route) | 4 h 12 min 44 s | Alina Tsviliy                                                                           | 7 août 2018       | Championnats d'Europe            | Berlin          | [ 27 ] |
| 4 × 100 m            | 42 s 04 | Équipe nationale Olesya Povh Hrystyna Stuy Mariya Ryemyen Elyzaveta Bryzhina            | 10 août 2012      | Jeux olympiques                  | Londres         | [ 28 ] |
| 4 × 400 m            | 3 min 21 s 94 | Équipe nationale Lyudmila Dzhigalova Nadezhda Olizarenko Mariya Pinigina Olha Vladykina | 17 juillet 1986   |                                  | Kiev            |        |

## Salle

### Femmes
| Épreuve   | Record        | Athlète                                                                                 | Date        | Compétition                    | Lieu  | Réf.   |
| --------- | ------------- | --------------------------------------------------------------------------------------- | ----------- | ------------------------------ | ----- | ------ |
| 4 × 400 m | 3 min 30 s 38 | Équipe nationale Viktoriya Tkachuk Anastasiya Bryzhina Kateryna Klymyuk Hanna Ryzhykova | 7 mars 2021 | Championnats d'Europe en salle | Toruń | [ 29 ] |